# Епізіотомія
Епізіотомія (перинеотомія) — хірургічне надрізання промежини та задньої вагінальної стінки, яке зазвичай проводиться акушеркою або акушером-гінекологом у другій стадії пологів, щоб швидко збільшити отвір для виходу плоду. Розріз, який можна зробити під кутом 90 градусів від вульви до ануса, або під кутом від заднього кінця вульви (медіально-латеральна епізіотомія), проводиться під місцевим знеболенням (пудендальна анестезія) і зашивається після.
Це одна з найпоширеніших медичних процедур, що виконується жінкам, хоча рутинне використання епізіотомії вже не рекомендується — принцип пластичних хірургів «розширення шкірної тканини» до 10 сантиметрів у діаметрі, досягнутий до початку пологів, робить епізіотомію застарілою. Конкретні причини виконання епізіотомії незрозумілі, вказівки на її необхідність різняться і є суперечливими, проблеми внаслідок її виконання включають біль після пологів, нетримання сечі й калу, диспареунію та сексуальну дисфункцію. Природні розриви зазвичай менш важкі: повільне просування голівки плода між потугами призводить до найменшого пошкодження промежини.
Починаючи з 60-х, рутинні епізіотомії, що багато років були прийнятою медичною практикою, швидко втрачають популярність серед акушерів майже у всіх країнах Європи, Австралії, Канади та США. Загальнонаціональне дослідження населення США припустило, що 31 % жінок, які народжують у лікарнях США, мали епізіотомію в 1997 р, порівняно з 56 % у 1979 р. Станом 2012 рік вона була виконана американкам у 12 % усіх вагінальних пологів. Проте її все ще широко практикують у багатьох частинах світу, включаючи Японію, Тайвань, Китай та Іспанію. У Латинській Америці вона залишається популярною і проводиться у 90 % пологів.

## Використання
Вагінальні розриви можуть виникати під час пологів, найчастіше при розкриванні вагіни, коли проходить голівка плоду, особливо якщо він спускається швидко. Епізіотомія проводиться з метою запобігання розриву м'яких тканин, що може залучати анальний сфінктер та пряму кишку. Розриви можуть ушкоджувати шкіру промежини і/або поширюватися на м'язи та анальний сфінктер. Акушерка чи акушер може вирішити зробити хірургічний розріз на промежині ножицями або скальпелем, щоб полегшити пологи і запобігти сильним розривам, які важко усунути. Розріз зашивають швами.
Є два основні варіанти виконання.

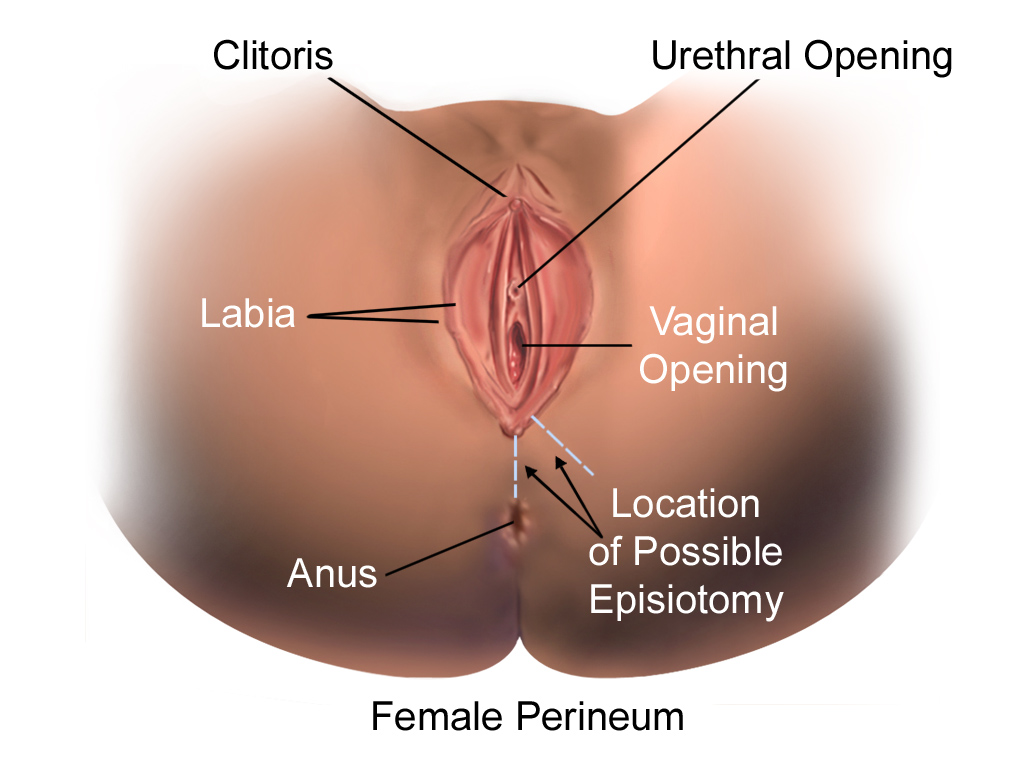
Медіальний та медіально-латеральний розрізи при виконанні епізіотомії

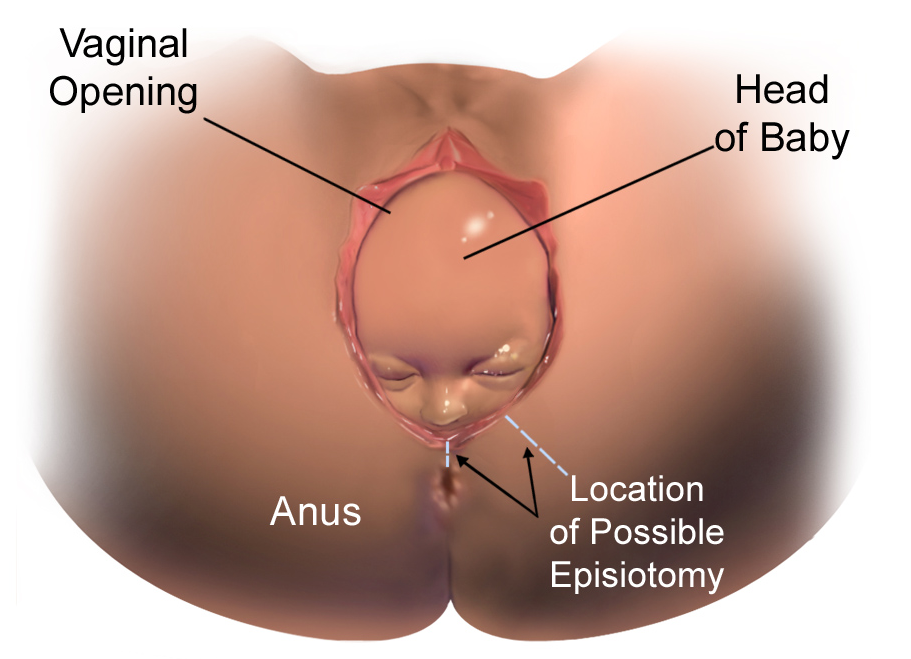
Прорізання голівки плода та лінії медіального і медіально-латерального розрізів при виконанні епізіотомії

- У варіації медіальної епізіотомії лінія розрізу є центральною над анальним отвором. Ця методика біфрокує тіло промежини, що важливо для цілісності тазового дна. Прискорені пологи також можуть порушити тіло промежини, що призведе до тривалих ускладнень, таких як нетримання сечі. Тому часто застосовується коса техніка (також зображена вище).
- У косій техніці уникають тіла промежини, розрізаючи лише вагінальні епітелій, шкіру та м'язи (трансверсалія та бульбоспонгіоз[en]). Ця методика допомагає уникнути травм тіла промежини хірургічним або іншим травмуючими факторами.

Існує чотири основні типи епізіотомії:
- Медіально-латеральна: розріз робиться вниз і назовні від середини чотирикутника праворуч або ліворуч. Він спрямований по діагоналі по прямій лінії, яка проходить приблизно 2,5 см (1 дюйм) від анального отвору (середня точка між анальним отвором та ішіальною трубчастістю).
- Медіальна: розріз починається від центру чотирикутника і поширюється на задню сторону вздовж середньої лінії на 2,5 см (1 дюйм) .
- Латеральна: розріз починається приблизно з 1 см (0,4 дюйм) від центру чотирикутника і простягається у бік. До недоліків можна віднести ймовірність травмування протоки Бартоліна, тому частина практичних лікарів категорично відмовляються від бічного розрізу.
- J-подібна (гачкоподібна): розріз починається в центрі чотирикутника і спрямований задньо по середній лінії приблизно на 1,5 сантиметра (0,59 дюйм) а потім вниз і назовні в положення на 5 або 7 годин, щоб уникнути внутрішнього і зовнішнього анального сфінктера. Ця процедура також широко не практикується.

## Негативні наслідки
Традиційно лікарі застосовують епізіотомію, намагаючись відхилити надріз шкіри промежини від м'яза анального сфінктера, оскільки контроль над дефекацією є важливою функцією анального сфінктера, тобто зменшує травму промежини, мінімізує дисфункцію тазового дна післяпологового періоду, зменшують втрату крові під час пологів та захищають від травм новонароджених. 
Хоча епізіотомія застосовується для усунення таких проблем, як біль після пологів, нетримання сечі й калу та сексуальна дисфункція, деякі дослідження вказують на те, що епізіотомія може також викликати всі ці проблеми. Досліджено, що природні розриви зазвичай менш важкі: повільне просування голівки плода між потугами призводить до найменшого пошкодження промежини.
У випадках, коли показана епізіотомія, медіально-латеральний розріз може бути кращим у порівнянні з медіальним (середньою лінією) розрізом, оскільки останній асоціюється з більшим ризиком травмування анального сфінктера та прямої кишки. Пошкодження анального сфінктера, викликане епізіотомією, може призвести до нетримання калу. Це, в свою чергу, може збільшити біль у промежині під час післяпологового відновлення.
Епізіотомія може ускладнити вагінальний секс, зробивши його болючим і замінивши еректильні тканини у вульві на рубцеву тканину. Дослідження 2010 року на основі інтерв'ю з жінками після пологів дійшли висновку, що обмеження травму промежини під час пологів сприяє продовженню сексуальної функції після них. Принаймні одне дослідження рекомендувало відмовитися від рутинної епізіотомії з цієї причини. В одному з досліджень встановлено, що жінки, які перенесли епізіотомію, повідомляли про більш болісний вагінальний секс та недостатню секрецію через 12–18 місяців після пологів при відсутності проблем з оргазмом чи збудженням.
Перинеальний біль після епізіотомії має негайні та тривалі наслідки для жінок та їхніх дітей. Ці ефекти можуть перешкоджати грудному вигодовуванню та догляду за немовлям. Біль може виникати через можливі розриви, розрізи, скорочення матки та болі в сосках. Зазвичай призначаються відповідні ліки. Також можуть застосовуватися нефармакологічні методи: тепла ванна збільшує приплив крові до ділянки, зменшує місцевий дискомфорт і сприяє загоєнню. Не було виявлено змін болю після пологів при епізіотомії.
Деякі акушерки порівнюють рутинну епізіотомію з каліцтвом жіночих геніталій.
У 2009 році метааналіз Кокрана, заснований на дослідженнях понад 5000 жінок, показав, що: "Політика обмежувальної епізіотомії має ряд переваг порівняно з політикою, заснованою на рутинній епізіотомії. Тут менша травма задньої частини промежини, менша кількість швів і менша кількість ускладнень, різниця для більшості больових заходів і сильна травма вагіни або промежини не відрізняється, але підвищений ризик травми передньої промежини з обмежувальною епізіотомією". Автори не змогли знайти якісні дослідження, які б порівнювали медіально-латеральну та медіальну епізіотомії.